# Bellamya robertsoni
Bellamya robertsoni é uma espécie de gastrópode  da família Viviparidae.
Pode ser encontrada nos seguintes países: Malawi e Moçambique.